# Parque Estadual de Amaporã

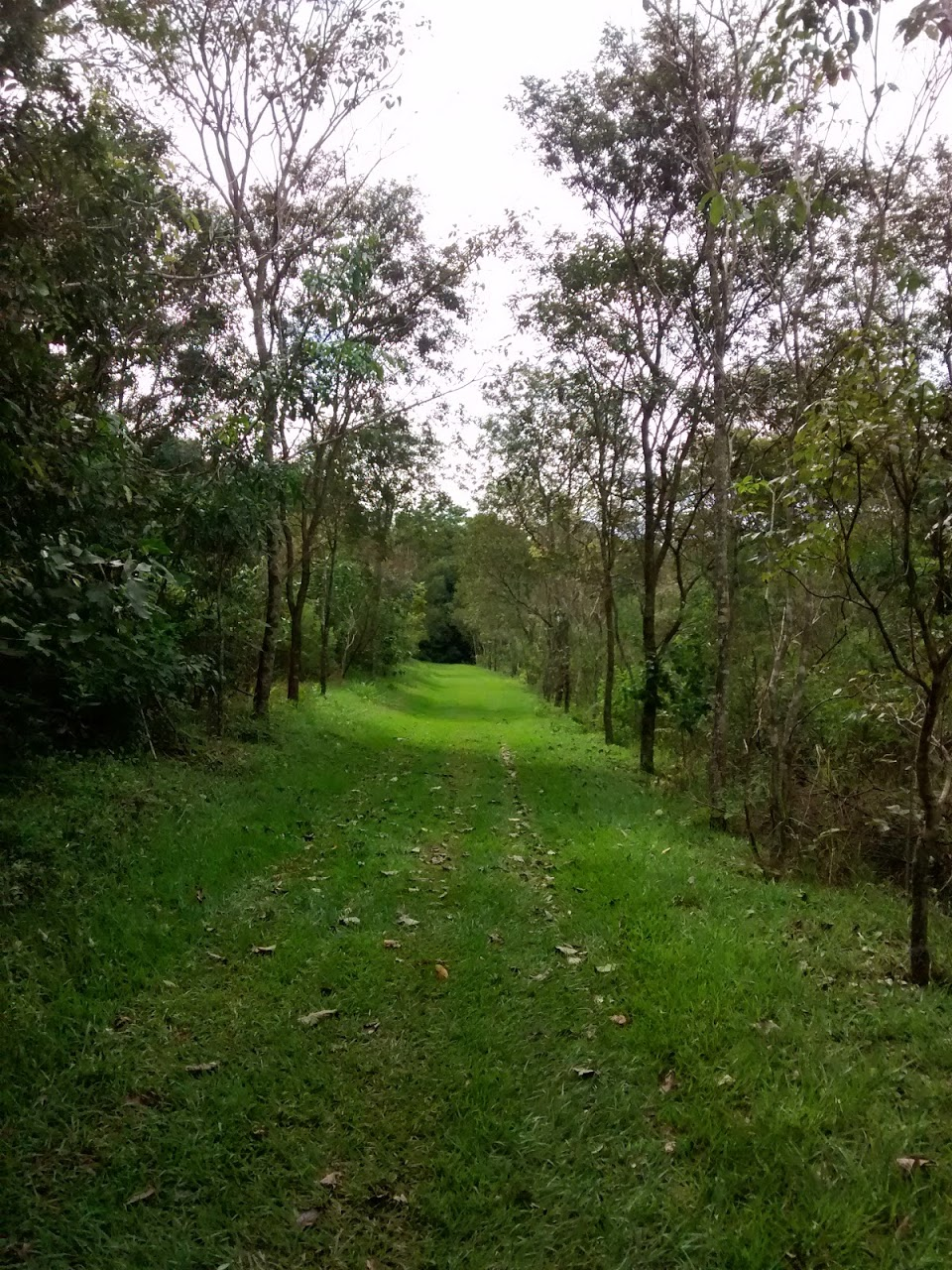
Entrada do Parque Estadual de Amaporã

O Parque Estadual de Amaporã está localizado no município brasileiro de Amaporã, na região noroeste do estado do Paraná.
Em 1956 foi criada uma unidade florestal que foi incorporada ao Estado para a proteção de matas e vegetação entre os municípios de Cascavel e Paranavaí. Mais tarde a Reserva Florestal de Jurema passou a ser denominada de Reserva Florestal de Amaporã, que foi transformada em parque estadual em 2011 pelo decreto estadual nº 3280, com 204,56 hectares de área, com objetivo da proteção integral de porção da Floresta Estacional Semidecidual, da fauna representativa da região, dos recursos hídricos e demais recursos ambientais.
A unidade de conservação preserva um dos últimos remanescentes da Florestal Pluvial Tropical do Terceiro Planalto Paranaense. Abrigando espécies como quati, capivara, garça, pato do mato, macaco-prego, lontra, tatu-galinha, paca e cotia. As espécies vegetais de maior importância são a peroba, o marfim, a gurucaia, o ipê roxo, o cedro e o ingá.
O parque conta com um Centro de Reintegração para cuidados necessários de aves e animais de pequeno porte que sofreram maus-tratos ou que estavam sendo traficados ilegalmente.
A área localiza-se na Bacia Hidrográfica do rio Ivaí, cortado pelos ribeirões Lica e Paixão, banhado pelo córrego de Jurema, tributário
do ribeirão Lica. Este por sua vez, foi represado com a construção da rodovia PR-218, formando um lago artificial, que hoje é uma das atrações.
Possui duas trilhas. A trilha Ipê tem 800 metros percurso com duração de 50 minutos de caminhada. A trilha alternativa possui 1200 metros de percurso, com duração de 90 minutos aproximadamente.
O parque está localizado a 1 km da cidade de Amaporã, 33 km de Paranavaí e a 507 km de Curitiba, tendo como acesso a rodovia PR 218. Geograficamente situa-se entre as coordenadas 23º 03’ 45’’ de latitude sul e 52º 48’ 45’’ de longitude oeste.

## Ligações Externas
- Página Oficial do Instituto Ambiental do Paraná